# Difenylamin
Difenylamin je organická sloučenina se vzorcem (C6H5)2NH, derivát anilinu, obsahující aminovou skupinu, na kterou jsou navázány dva fenyly. Čistá látka je bezbarvá, ale prodávané vzorky bývají často zoxidovanými nečistotami zbarveny do žluta. Difenylamin se rozpouští v mnoha běžných organických rozpouštědlech a je také rozpustný ve vodě.
Difenylamin se převážně využívá pro své antioxidační vlastnosti, v barvách a mořidlech, a jako fungicid a anthelmintikum.

## Výroba a reakce
Difenylamin se vyrábí tepelnou deaminací anilinu za přítomnosti oxidů jako katalyzátorů:
2 C6H5NH2 → (C6H5)2NH + NH3
Jedná se o slabou zásadu, s Kb 10−14, se silnými kyselinami vytváří soli, například působením kyseliny sírové vzniká hydrogensíran [(C6H5)2NH2]+[HSO4]−, bílý až nažloutlý prášek s teplotou tání 123-125 °C.
Difenylamin lze použít k cyklizačním reakcím; se sírou tvoří fenothiazin, látku používanou na výrobu léčiv.
(C6H5)2NH + 2 S → S(C6H4)2NH + H2S
Reakcí s jodem vzniká dehydrogenací karbazol a uvolňuje se jodovodík:
(C6H5)2NH + I2 → (C6H4)2NH + 2 HI
Arylační reakcí s jodbenzenem vzniká trifenylamin.

## Použití

### Test na DNA
Discheův test využívá difenylamin k určení přítomnosti DNA a může sloužit k odlišení DNA od RNA.

### Stabilizátor bezdýmného střelného prachu
Při výrobě bezdýmného střelného prachu se jako stabilizátor často používá difenylamin, při analýze zbytků takových střelných prachů pak lze nalézt jeho stopy. Difenylamin na sebe váže produkty rozkladu oxidů dusíku; mezi takto vznikající sloučeniny patří například 2-nitrodifenylamin. Difenylamin takto brání dalšímu urychlení rozkladu těmito produkty.

### Antioxidant
Alkylované difenylaminy se používají jako antioxidanty v mazivech pro stroje, ve kterých se nelze vyhnout styku s potravinami.
Alkylované i jiné deriváty difenylaminu jsou využívány jako antiozonanty ve výrobě předmětů z kaučuku.

### Redoxní indikátor
Mnohé deriváty difenylaminu mají využití jako redoxní indikátory, obzvláště při redoxních titracích v zásaditých prostředích.
Příkladem takového indikátoru může být kyselina difenylaminsulfonová, ve vodě lépe rozpustná než samotný difenylamin.
Difenylamin lze oxidovat dusičnany za vzniku modrého zbarvení, využitelného k důkazu dusičnanů.

### Barviva
K derivátům difenylaminu patří i několik azobarviv, jako jsou metanilová žluť, disperní oranž 1, a kyselá oranž 5. Difenylamin se též používá jako mořidlo, tedy látka zlepšující přilnavost barev.

## Toxicita
Difenylamin se. jak bylo zjištěno při studiích na zvířatech, ústy absorbuje rychle a úplně. Metabolizuje se na sulfonylové a glukuronylové konjugáty a vylučuje převážně močí. Akutní toxicita je nízká. Difenylamin dráždí oči, ale nedráždí kůži, a ukázal se jako nevhodný pro zkoumání akutní toxicity při vdechování. Difenylamin ovlivňuje červené krvinky a může způsobit zvýšenou míru jejich tvorby ve slezině, vedoucí až k hemosideróze. Při delším vystavení byly zjištěny změny na játrech a ledvinách. Nebyly pozorovány žádné vývojové účinky. Otrava může mít tyto příznaky: podráždění očí a/nebo sliznic; tachykardii, zvýšený krevní tlak; kašel, kýchání; methemoglobinémii, proteinurii, krev v moči, a poškození močového měchýře; u zvířat byly též zaznamenány teratogenní vlivy.
Při studii metabolismu difenylaminu v jablkách v různých časových intervalech bylo zjištěno, že radioizotopově značkované zbytky této látky procházejí z povrchu do dužiny, kde jich po 40 týdnech zůstávali 32 %. Hlavní složkou pozůstatků byl pokaždé difenylamin, ale ve významných množstvích se vyskytovaly také 3 metabolity, jejichž určení bylo označeno za nedostačující.